# Людвіг II (герцог Баварії)
Людвіг II Суворий (*Ludwig II. der Strenge, 13 квітня 1229 — 2 лютого 1294) — герцог Верхньої Баварії та пфальцграф Рейнський у 1253—1294 роках.

## Життєпис

### Молоді роки
Походив з династії Віттельсбахів. Молодший син Оттона II, герцога Баварії і пфальцграфа Рейнського та Агнес Рейнської. Народився у 1229 році в Гейдельберзі. У 1231 році в якості заручника перебував при дворі німецького короля Генріха.
У 1246 році разом з батьком виступив на підтримку Конраду IV, королю Німеччини, проти Генріха Распе. З 1248 року брав участь у походах проти короля Вільгельма Голландського. У 1251 воював проти Альбрехта I, єпископа Регенсбургу.

### Герцогування
У 1253 році після смерті батька правив разом з братом Генріхом XIII. 1254 одружився в Ландсгуті з донькою герцога Брабантського. У 1255 року відбувся остаточний розділ володінь, за яким Людвіг II отримав Верхню Баварію та пфальграфство Рейнське. Людвіг II зробив своїми резиденціями Мюнхен (вперше за історію баварських володарів) та Гейдельберг. Проте такий розподіл між братами був порушенням існуючих законів і викликав протидію баварських єпископів, які звернулися за допомогою до Пржемислава Оттокара II, короля Богемії.
1256 року в припадку ревнощів звелів втопити в Дунаї свою дружину Марію. За це він отримав своє прізвисько «Суворий». Пізніше Людвіг II визнав, що його підозри в подружній зраді були безпідставні і в спокутування гріха  заснував цистерціанський монастир в Фюрстенфельдбруці. Після смерті у 1256 році німецького короля Вільгельма Людвіг підтримав обрання новим королем Річарда Корнуольского, поставивши при цьому умову, що той підтвердить права Конрадіна (сина Конрада IV) на Швабське герцогство.
У серпні 1257 року король Богемії вдерся до Баварії, але Людвіг II разом братом відбив напад. 1269 року одружився з донькою князя Глогувського, цим було покладено союз з Оттокаром II. Останній також дав обіцянку Людвігу II сплатити частину посагу його дружини. Втім у 1265 році між Людвігом II і Оттокаром II почалася нова війна, але богемські війська, що вдерлися до Верхньої Баварії, зазнали поразки.
Слідом за цим розгорнув діяльність на підтримку Гогенштауфенів. За це 1266 року Людвіга II було відлучено від церкви папою римським Климентом IV. У 1267 році Людвіг II брав участь в італійському поході Конрадіна, але супроводжував його лише до Верони. Після поразки та страти Конрадіна в 1268 році в Неаполі успадкував частину його володінь в Швабії. У 1269 році було укладено новий союзницький договір між герцогом Верхньої Баварії та королем Богемії. 1271 року померла його друга дружина.
Після смерті короля Річарда відмовився підтримати кандидатуру Альфонса Кастильського. На виборах у вересні 1273 року Людвіг I разом архієпископом Майнцьким сприяв обранню королем Німеччини Рудольфа Габсбурга. У жовтні того ж року одружився з донькою німецького короля. Завдяки цьому Людвіг II зумів набути значні володіння на півдні Німеччини.
Водночас у Людвіга II почалися територіальні та політичні суперечки з братом Генріхом XIII, який був союзником Угорщини, а потім Богемії. У 1276 році за посередництва Рудольфа I відбулося замирення Людвіга II з братом. Того ж року брав участь у поході Рудольфа I до герцогства Австрійського, яке захопив король Оттокар II. Війська герцога Верхньої Баварії захопили місто Клостернойбург. Слідом за цим Людвіг II був присутній на острові Каберк, де відбулися перемовини між королем Німеччини та богемським королем.
1278 року Людвіг II надав значну допомогу королю Рудольфу I у війні з богемським королем Оттокаром II, в якій останній зазнав поразки й загинув в битві на Моравському полі. 1280 року брав участь у поході Рудольфа I в Богемію, під час якого захоплено маркграфство Моравське. У 1285 році був присутнім на весілля Вацлава II, короля Богемії.
У 1289 році виборчі права перейшли від Баварії до Богемії, але Людвіг II зберіг право участі у виборах імператора як курфюрст Пфальца. Після смерті німецького короля Рудольфа I герцог Баварії один з усіх князів залишався вірним Габсбурзькій династії. 1291 року підтримав Альбрехта Габсбурга, але було обрано Адольфа, графа Нассау. Того ж року зумів захопити область Хеб.
Помер у 1294 році. Йому спадкував син Рудольф.

## Родина
1 Дружина — Марія, донька Генріха II, герцога Брабантського.
Дітей не було.
2 Дружина — Анна, донька Конрада I, князя Глогувського.
Діти:
- Марія (1261—д/н), черниця Маріенбурзького абатства
- Людвіг (1267—1290)

3 Дружина — Матильда, донька Рудольфа I Габсбурга, короля Німеччини.
Діти:
- Рудольф (1274—1319), герцог Верхньої Баварії у 1294—1317 роках
- Людвіг (1282—1347), герцог Верхньої Баварії у 1294—1347 роках
- Мехтильда (1275—1319), дружина Оттона II, герцога Брауншвейг-Люнебургу
- Анна (1280—д/н), черниця в Ульмі
- Агнес (1276/1278—1345), дружина 1) Генріха, ландграфа Гессена; 2) Генріха I, маркграфа Бранденбург-Штендаля